# Yuquan (sockenhuvudort i Kina, Sichuan Sheng, lat 26,61, long 101,60)
Yuquan är en sockenhuvudort i Kina. Den ligger i provinsen Sichuan, i den sydvästra delen av landet, omkring 510 kilometer sydväst om provinshuvudstaden Chengdu. Antalet invånare är 25 536. Befolkningen består av 12 037 kvinnor och 13 499 män. Barn under 15 år utgör 13,0 %, vuxna 15-64 år 75 %, och äldre över 65 år 10,0 %.
Runt Yuquan är det tätbefolkat, med 286 invånare per kvadratkilometer. Närmaste större samhälle är Xiqu, 0,19 km väster om Yuquan. I omgivningarna runt Yuquan växer i huvudsak buskskog.
Genomsnittlig årsnederbörd är 1 091 millimeter. Den regnigaste månaden är juli, med i genomsnitt 327 mm nederbörd, och den torraste är januari, med 1 mm nederbörd.